# Bofills pyramid
Bofills pyramid (franska: Pyramide de Bofill; även känd som Le Perthus-pyramiden, Monument a Catalunya och Marca Hispanica) är en pyramid och ett monument på den franska sidan av den fransk-spanska gränsorten Le Perthus/Pertús (den senare i kommunen La Jonquera). Verket beställdes av den katalanske arkitekten Ricardo Bofill och invigdes 1976. Pyramiden konstruerades av schaktmassor från byggandet av A9-motorvägen, och beställdes som en markering av infogandet av Spanien i det europeiska motorvägsnätet. A9 är här även del av europavägen E15.

## Historia
Pyramiden konstruerades mellan 1974 och 1976 av schaktmassor från bygget av A9-motorvägen i sydligaste Frankrike. Den planerades som en markering av öppnandet av Spanien efter Francisco Franco och invigdes året efter hans död, vid en tid då Francos anti-katalanska politik hade ersatts av en spirande katalansk nationalism. Den skulle också fungera som ett brott i motorvägsmonotonin utefter vägen mellan Frankrike och Spanien, menade vägföretaget Société des Autoroutes du Sud-Est de la France som gjorde beställningen som del av företagets budget för konstnärlig utsmyckning.
Verket beställdes av Ricardo Bofill, internationellt verksam spansk arkitekt av katalanskt ursprung. Bofill föddes i Barcelona, och hans politiska anti-Franco-åsikter ledde till att han fick avsluta arkitekturstudierna i Barcelona. Pyramiden i Le Perthus är ett av hans mest kända verk.
Ursprungligen planerade Bofill ett 1 kilometer långt konstgjort landskap utefter motorvägen. Han tänkte sig en lång rad avhuggna pyramider, tankegångar som till slut fokuserade på en enda pyramid konstruerad av schaktmassor från motorvägsbygget.

## Utformning
Pyramiden har en 160 (alternativt 100) meter bred bas, med en topp 70 (alternativt 80) meter högre upp. Konstruktionen har jämförts med pyramider i mayakulturen, bland aztekerna eller hos inkafolket.
Pyramiden har på sitt krön en variant av de fyra katalanska strecken, vilka bland annat förekommer i flaggan och i kolonnaden Quatre Columnes i Barcelona. Här är den utformad som en kvartett skruvade pelare i tegel, omgiven av en tegelvägg.
Bofills verk inkluderar dessutom flera italienska trädgårdar.

## Pyramid och port
Bofills pyramid kan jämföras med Porten till de katalanska länderna, invigd 2003 längre norrut och där Nordkatalonien övergår i resten av Occitanien. Båda monumenten kan betraktas som markörer för gränsen för Katalonien/Spanien respektive den historiska nordgränsen för det katalanskkulturella området.